# Hold On Tight (Electric Light Orchestra)
Hold On Tight è un singolo del gruppo musicale britannico Electric Light Orchestra, pubblicato nel 1981 ed estratto dall'album Time.
Il brano è stato scritto e prodotto da Jeff Lynne.

## Tracce
- 7"

1. Hold On Tight
2. When Time Stood Still